# Julien Stopyra
Julien Stopyra (Montceau-les-Mines, 10 de enero de 1933 - ibídem, 25 de enero de 2015) fue un futbolista francés que jugaba en la demarcación de extremo derecho. Fue el padre del también futbolista Yannick Stopyra.

## Biografía
Debutó como futbolista en 1950 con el FC Montceau, donde jugó durante una temporada, ya que un año más tarde, el RC Lens se hizo con sus servicios, debutando ya a un nivel profesional de la mano del entrenador Ludvic Dupal. Tras igualar en 1954 —año en el que fue el quinto máximo goleador de la temporada 1953/1954— la séptima posición obtenida en liga un año antes, Stopyra dejó el club para fichar por el AS Monaco para las tres temporadas siguientes. La mejor posición obtenida en liga con el club monegasco fue el tercer lugar en su segunda temporada con el equipo. En 1957 se fue traspasado al FC Sochaux, con quien llegó a disputar la final de la Copa de Francia en 1959 contra el Havre AC, perdiendo por 3-0 en un partido de desempate, quedando el primero en 2-2. Posteriormente pasó por el ES Troyes, Olympique de Marsella, Grenoble Foot 38, US Forbach y por el FC Dieppe, ejerciendo en el club de Dieppe el cargo de jugador-entrenador.
Falleció el 25 de enero de 2015 a los 74 años de edad.

## Selección nacional
Jugó un partido con la selección de fútbol de Francia el 12 de octubre de 1960 contra Suiza, en calidad de amistoso y que finalizó por 6-2 a favor del combinado suizo.

## Clubes

### Como futbolista
| Club                  | País    | Año         | Partidos | Goles |
| --------------------- | ------- | ----------- | -------- | ----- |
| FC Montceau           | Francia | 1950 - 1951 | ¿?       | ¿?    |
| RC Lens               | Francia | 1951 - 1954 | 72       | 29    |
| AS Monaco             | Francia | 1954 - 1957 | 89       | 27    |
| FC Sochaux            | Francia | 1957 - 1960 | 108      | 28    |
| ES Troyes             | Francia | 1960 - 1962 | 70       | 30    |
| Olympique de Marsella | Francia | 1962 - 1963 | 24       | 6     |
| Grenoble Foot 38      | Francia | 1963 - 1964 | 43       | 12    |
| US Forbach            | Francia | 1964 - 1966 | 31       | 6     |
| FC Dieppe             | Francia | 1968 - 1969 | ¿?       | ¿?    |

### Como entrenador
| Club      | País    | Año         |
| --------- | ------- | ----------- |
| FC Dieppe | Francia | 1968 - 1969 |